# Fetsjöarna
Fetsjöarna är en sjö i Orsa kommun i Dalarna och ingår i Dalälvens huvudavrinningsområde. Sjön har en area på 0,0602 kvadratkilometer och ligger 297,1 meter över havet.

## Delavrinningsområde
Fetsjöarna ingår i det delavrinningsområde (681406-145923) som SMHI kallar för Mynnar i Orsälven. Medelhöjden är 289 meter över havet och ytan är 12,5 kvadratkilometer. Det finns ett avrinningsområde uppströms, och räknas det in blir den ackumulerade arean 16,85 kvadratkilometer. Rodenjärvsbäcken som avvattnar avrinningsområdet har biflödesordning 3, vilket innebär att vattnet flödar genom totalt 3 vattendrag innan det når havet efter 400 kilometer. Avrinningsområdet består mestadels av skog (79 procent) och sankmarker (16 procent). Avrinningsområdet har 0,06 kvadratkilometer vattenytor vilket ger det en sjöprocent på 0,5 procent.